# Liga de Voleibol Superior Femenino 2023
Liga de Voleibol Superior Femenino 2023 utspelade sig mellan 2 februari och 11 maj 2023. Det var 54:e upplaga av turneringen och 7 klubblag deltog. Pinkin de Corozal blev mästare för 19:e gången genom att besegra Cangrejeras de Santurce i finalen.

## Regelverk
Turneringen spelades med gruppspel följt av cupspel. Lagen spelade gruppspel där alla lag mötte varandra tre gånger för totalt 18 matcher. I slutet av grundserien gick lagen på plats tre till sex vidare till kvartsfinaler, spelade i bäst av fem matcher med matcher baserade på placering i grundserien med serpentinmetoden medan lagen på plats ett och två gick direkt till semifinaler, som spelades i bäst av sju matcher. Finalen spelades även den i bäst av sju matcher.

### Metod för att bestämma tabellplacering
Om slutresultatet blev 3-0 eller 3-1 tilldelades 3 poäng till det vinnande laget och 0 till det förlorande laget, om slutresultatet blev 3-2 tilldelades 2 poäng till det vinnande laget och 1 till det förlorande laget.
Lagens position i respektive grupp bestämdes utifrån (i tur och ordning):
- Poäng;
- Antal vunna matcher
- Kvot vunna/förlorade set
- Kvot vunna/förlorade bollpoäng

## Deltagande lag
I serien deltog 7 lag/franchisetagar. Jämfört med tidigare år: 
- Återvände Sanjuaneras de la Capital efter att ha varit avstängda föregående säsong. De deltog under det nya namnet Cangrejeras de Santurce.
- Leonas de Ponce återvände efter ett års inaktivitet.

| Klubb                   | Stad      | Hemmaplan                       | Föregående säsong                  |
| ----------------------- | --------- | ------------------------------- | ---------------------------------- |
| Atenienses de Manati    | Manatí    | Coliseo Juan Aubin Cruz Abreu   | 3:a i LVSF, semifinal i slutspelet |
| Cangrejeras de Santurce | San Juan  | Coliseo Roberto Clemente        | -                                  |
| Changas de Naranjito    | Naranjito | Coliseo Gelito Ortega           | 5:a i LVSF                         |
| Criollas de Caguas      | Caguas    | Coliseo Roger L. Mendoza        | 1:a i LVSF, final i slutspelet     |
| Leonas de Ponce         | Ponce     | Coliseo Salvador Dijols         | -                                  |
| Pinkin de Corozal       | Corozal   | Coliseo Carmen Zoraida Figueroa | 2:a i LVSF, Puertoricanska mästare |
| Valencianas de Juncos   | Juncos    | Coliseo Rafael Amalbert         | 4:a i LVSF, semifinal i slutspelet |

## Turneringen

### Grundserien

#### Resultat
| Resultat Grundserien |                      |     |                                   |
|                      |                      |     |                                   |
| 02-02                | Ponce - Juncos       | 0-3 | 18-25, 12-25, 23-25               |
| 02-02                | Naranjito - Manatí   | 3-1 | 25-23, 23-25, 25-18, 25-16        |
| 04-02                | Manatí - Ponce       | 3-0 | 26-24, 25-19, 25-19               |
| 04-02                | Juncos - Santurce    | 0-3 | 21-25, 24-26, 17-25               |
| 04-02                | Corozal - Caguas     | 3-2 | 25-18, 27-29, 14-25, 25-20, 15-10 |
| 08-02                | Ponce - Naranjito    | 0-3 | 19-25, 18-25, 23-25               |
| 10-02                | Manatí - Caguas      | 2-3 | 25-27, 26-24, 19-25, 25-21, 9-15  |
| 10-02                | Santurce - Naranjito | 3-0 | 25-22, 29-27, 25-19               |
| 11-02                | Juncos - Corozal     | 2-3 | 25-20, 25-21, 21-25, 22-25, 13-15 |
| 15-02                | Santurce - Ponce     | 3-0 | 25-19, 25-22, 25-7                |
| 15-02                | Manatí - Juncos      | 3-1 | 25-18, 22-25, 25-18, 25-19        |
| 16-02                | Caguas - Naranjito   | 1-3 | 21-25, 25-14, 20-25, 19-25        |
| 17-02                | Corozal - Manatí     | 0-3 | 19-25, 19-25, 19-25               |
| 18-02                | Ponce - Caguas       | 0-3 | 19-25, 23-25, 20-25               |
| 18-02                | Naranjito - Corozal  | 3-2 | 19-25, 26-24, 20-25, 25-22, 15-10 |
| 19-02                | Caguas - Santurce    | 1-3 | 25-18, 14-25, 23-25, 19-25        |
| 19-02                | Manatí - Naranjito   | 1-3 | 15-25, 25-22, 18-25, 23-25        |
| 22-02                | Santurce - Caguas    | 3-1 | 25-20, 17-25, 25-20, 25-20        |
| 23-02                | Juncos - Naranjito   | 0-3 | 19-25, 22-25, 23-25               |
| 23-02                | Corozal - Ponce      | 3-0 | 25-19, 25-21, 25-12               |
| 24-02                | Manatí - Santurce    | 1-3 | 16-25, 18-25, 25-21, 20-25        |
| 25-02                | Juncos - Ponce       | 3-1 | 25-20, 25-27, 25-18, 25-21        |
| 25-02                | Corozal - Caguas     | 0-3 | 26-28, 27-29, 21-25               |
| 26-02                | Ponce - Manatí       | 3-2 | 19-25, 25-21, 21-25, 25-23, 18-16 |
| 26-02                | Santurce - Corozal   | 3-0 | 25-15, 25-13, 29-27               |
| 01-03                | Manatí - Corozal     | 3-1 | 15-25, 25-19, 25-21, 25-21        |
| 02-03                | Juncos - Caguas      | 3-2 | 20-25, 25-19, 13-25, 25-16, 15-9  |
| 02-03                | Naranjito - Ponce    | 3-1 | 25-19, 22-25, 25-21, 25-22        |
| 04-03                | Naranjito - Santurce | 3-1 | 18-25, 25-23, 25-14, 25-18        |
| 04-03                | Caguas - Manatí      | 3-1 | 25-18, 23-25, 25-21, 25-22        |
| 04-03                | Corozal - Juncos     | 3-0 | 25-23, 25-20, 25-16               |
| 05-03                | Naranjito - Caguas   | 1-3 | 16-25, 25-19, 18-25, 23-25        |

| Resultat grundserien |                      |     |                                   |
|                      |                      |     |                                   |
| 05-03                | Ponce - Santurce     | 3-1 | 25-23, 19-25, 25-17, 25-23        |
| 08-03                | Juncos - Manatí      | 2-3 | 22-25, 25-23, 17-25, 25-23, 9-15  |
| 09-03                | Caguas - Ponce       | 3-2 | 25-12, 31-29, 18-25, 15-25, 15-13 |
| 10-03                | Manatí - Ponce       | 0-3 | 20-25, 20-25, 21-25               |
| 10-03                | Corozal - Naranjito  | 3-0 | 25-22, 25-23, 25-23               |
| 10-03                | Caguas - Santurce    | 3-0 | 25-15, 25-23, 25-11               |
| 12-03                | Naranjito - Juncos   | 3-0 | 27-25, 25-17, 25-20               |
| 12-03                | Ponce - Corozal      | 1-3 | 17-25, 18-25, 26-24, 20-25        |
| 15-03                | Manatí - Caguas      | 1-3 | 24-26, 19-25, 25-22, 21-25        |
| 15-03                | Ponce - Juncos       | 1-3 | 25-22, 18-25, 22-25, 23-25        |
| 16-03                | Corozal - Santurce   | 3-1 | 25-20, 25-13, 19-25, 26-24        |
| 18-03                | Naranjito - Manatí   | 1-3 | 14-25, 25-21, 18-25, 24-26        |
| 18-03                | Juncos - Santurce    | 0-3 | 22-25, 19-25, 23-25               |
| 18-03                | Caguas - Corozal     | 0-3 | 22-25, 18-25, 25-27               |
| 19-03                | Manatí - Juncos      | 3-0 | 25-19, 26-24, 25-20               |
| 23-03                | Santurce - Juncos    | 3-1 | 27-25, 25-23, 23-25, 25-19        |
| 24-03                | Corozal - Manatí     | 3-0 | 25-23, 25-23, 26-24               |
| 24-03                | Caguas - Naranjito   | 0-3 | 15-25, 20-25, 17-25               |
| 25-03                | Santurce - Ponce     | 3-0 | 25-18, 25-21, 25-18               |
| 25-03                | Caguas - Juncos      | 3-0 | 25-23, 25-11, 25-15               |
| 26-03                | Naranjito - Corozal  | 1-3 | 13-25, 21-25, 25-21, 16-25        |
| 27-03                | Santurce - Manatí    | 3-1 | 13-25, 25-20, 25-23, 25-19        |
| 29-03                | Juncos - Naranjito   | 3-2 | 23-25, 25-20, 25-16, 15-25, 15-11 |
| 29-03                | Corozal - Ponce      | 3-2 | 25-17, 21-25, 20-25, 25-20, 15-12 |
| 31-03                | Ponce - Caguas       | 1-3 | 13-25, 25-20, 14-25, 16-25        |
| 31-03                | Juncos - Corozal     | 1-3 | 25-27, 21-25, 26-24, 20-25        |
| 31-03                | Naranjito - Santurce | 1-3 | 25-21, 23-25, 13-25, 24-26        |
| 01-04                | Caguas - Juncos      | 3-0 | 25-19, 25-16, 25-22               |
| 02-04                | Ponce - Naranjito    | 1-3 | 12-25, 25-20, 22-25, 17-25        |
| 02-04                | Santurce - Manatí    | 1-3 | 19-25, 25-18, 19-25, 21-25        |
| 05-04                | Santurce - Corozal   | 3-0 | 25-15, 25-16, 25-20               |

#### Sluttabell
| Pos. | Lag                     | Pt | G  | V  | P  | VS | FS | Kvot | VP   | FP   | Kvot |
| ---- | ----------------------- | -- | -- | -- | -- | -- | -- | ---- | ---- | ---- | ---- |
| 1    | Cangrejeras de Santurce | 39 | 18 | 13 | 5  | 43 | 21 | 2,05 | 1483 | 1364 | 1,09 |
| 2    | Pinkin de Corozal       | 34 | 18 | 12 | 6  | 39 | 28 | 1,39 | 1516 | 1457 | 1,04 |
| 3    | Changas de Naranjito    | 33 | 18 | 11 | 7  | 39 | 29 | 1,34 | 1532 | 1476 | 1,04 |
| 4    | Criollas de Caguas      | 33 | 18 | 11 | 7  | 40 | 29 | 1,38 | 1547 | 1454 | 1,06 |
| 5    | Atenienses de Manati    | 25 | 18 | 8  | 10 | 34 | 36 | 0,94 | 1564 | 1557 | 1,00 |
| 6    | Valencianas de Juncos   | 15 | 18 | 5  | 13 | 22 | 45 | 0,49 | 1421 | 1537 | 0,92 |
| 7    | Leonas de Ponce         | 10 | 18 | 3  | 15 | 19 | 48 | 0,40 | 1360 | 1578 | 0,86 |

      Kvalificerade för semifinal.
      Kvalificerade för kvartsfinal.

### Slutspel
|  | Kvartsfinaler | Kvartsfinaler         | Kvartsfinaler     | Kvartsfinaler        | Kvartsfinaler | Kvartsfinaler | Kvartsfinaler |                         |   | Semifinaler | Semifinaler             | Semifinaler | Semifinaler | Semifinaler | Semifinaler | Semifinaler | Semifinaler | Semifinaler |  |  | Final | Final | Final | Final | Final | Final | Final | Final | Final |  |
|  |               |                       |                   |                      |               |               |               |                         |   |             |                         |             |             |             |             |             |             |             |  |  |       |       |       |       |       |       |       |       |       |  |
|  |               |                       |                   |                      |               |               |               |                         |   | 1           | Cangrejeras de Santurce | 3           | 3           | 2           | 3           | 3           |             |             |  |  |       |       |       |       |       |       |       |       |       |  |
|  |               |                       |                   |                      |               |               |               |                         |   | 1           | Cangrejeras de Santurce | 3           | 3           | 2           | 3           | 3           |             |             |  |  |       |       |       |       |       |       |       |       |       |  |
|  |               |                       | 5                 | Atenienses de Manati | 1             | 0             | 3             | 1                       | 0 |             |                         |             |             |             |             |             |             |             |  |  |       |       |       |       |       |       |       |       |       |  |
|  | 4             | Criollas de Caguas    | 5                 | Atenienses de Manati | 1             | 0             | 3             | 1                       | 0 | 2           | 1                       | 2           |             |             |             |             |             |             |  |  |       |       |       |       |       |       |       |       |       |  |
|  | 4             | Criollas de Caguas    |                   |                      |               |               |               |                         |   |             |                         |             |             |             |             |             |             |             |  |  |       |       |       |       |       |       |       |       |       |  |
|  | 5             | Atenienses de Manati  | 3                 | 3                    | 3             |               |               |                         |   |             |                         |             |             |             |             |             |             |             |  |  |       |       |       |       |       |       |       |       |       |  |
|  | 5             | Atenienses de Manati  | 3                 | 3                    | 3             |               | 1             | Cangrejeras de Santurce | 3 | 1           | 1                       | 0           | 1           |             |             |             |             |             |  |  |       |       |       |       |       |       |       |       |       |  |
|  |               |                       |                   |                      |               |               |               |                         |   |             |                         |             |             |             |             |             |             |             |  |  |       |       |       |       |       |       |       |       |       |  |
|  |               |                       | 2                 | Pinkin de Corozal    | 1             | 3             | 3             | 3                       | 3 |             |                         |             |             |             |             |             |             |             |  |  |       |       |       |       |       |       |       |       |       |  |
|  |               |                       |                   |                      |               |               |               | 3                       | 3 |             |                         |             |             |             |             |             |             |             |  |  |       |       |       |       |       |       |       |       |       |  |
|  |               |                       |                   |                      |               |               |               |                         |   |             |                         |             |             |             |             |             |             |             |  |  |       |       |       |       |       |       |       |       |       |  |
|  |               |                       |                   |                      |               |               |               |                         |   |             |                         |             |             |             |             |             |             |             |  |  |       |       |       |       |       |       |       |       |       |  |
|  |               | 2                     | Pinkin de Corozal | 3                    | 3             | 1             | 3             | 3                       |   |             |                         |             |             |             |             |             |             |             |  |  |       |       |       |       |       |       |       |       |       |  |
|  |               |                       |                   |                      |               |               |               | 3                       |   |             |                         |             |             |             |             |             |             |             |  |  |       |       |       |       |       |       |       |       |       |  |
|  |               |                       | 3                 | Changas de Naranjito | 2             | 1             | 3             | 2                       | 0 |             |                         |             |             |             |             |             |             |             |  |  |       |       |       |       |       |       |       |       |       |  |
|  | 3             | Changas de Naranjito  | 3                 | Changas de Naranjito | 2             | 1             | 3             | 2                       | 0 | 3           | 3                       | 3           |             |             |             |             |             |             |  |  |       |       |       |       |       |       |       |       |       |  |
|  | 3             | Changas de Naranjito  |                   |                      |               |               |               |                         |   |             |                         |             |             |             |             |             |             |             |  |  |       |       |       |       |       |       |       |       |       |  |
|  | 6             | Valencianas de Juncos | 0                 | 0                    | 0             |               |               |                         |   |             |                         |             |             |             |             |             |             |             |  |  |       |       |       |       |       |       |       |       |       |  |

#### Kvartsfinaler
| Match 1 |                    |     |                                   |
|         |                    |     |                                   |
| 08-04   | Caguas - Manatí    | 2-3 | 25-11, 25-22, 29-31, 21-25, 11-15 |
| 09-04   | Naranjito - Juncos | 3-0 | 25-18, 25-22, 25-22               |

| Match 2 |                    |     |                            |
|         |                    |     |                            |
| 09-04   | Manatí - Caguas    | 3-1 | 26-24, 25-18, 23-25, 25-15 |
| 10-04   | Juncos - Naranjito | 0-3 | 22-25, 22-25, 13-25        |

| \| Match 3 \| \| \| \| \| \| \| \| \| \| 11-04 \| Caguas - Manatí \| 2-3 \| 25-21, 17-25, 19-25, 25-20, 6-15 \| \| 12-04 \| Naranjito - Juncos \| 3-0 \| 25-16, 25-20, 25-17 \| |                    |     |                                  |
| Match 3 |                    |     |                                  |
| |                    |     |                                  |
| 11-04 | Caguas - Manatí    | 2-3 | 25-21, 17-25, 19-25, 25-20, 6-15 |
| 12-04 | Naranjito - Juncos | 3-0 | 25-16, 25-20, 25-17              |

#### Semifinaler
| Match 1 |                     |     |                                   |
|         |                     |     |                                   |
| 18-04   | Santurce - Manatí   | 3-1 | 23-25, 25-21, 21-19, 25-11        |
| 19-04   | Corozal - Naranjito | 3-2 | 25-21, 25-21, 22-25, 22-25, 15-10 |

| Match 2 |                     |     |                            |
|         |                     |     |                            |
| 20-04   | Manatí - Santurce   | 0-3 | 22-25, 16-25, 22-25        |
| 21-04   | Naranjito - Corozal | 1-3 | 25-20, 23-25, 20-25, 25-27 |

| Match 3 |                     |     |                                  |
|         |                     |     |                                  |
| 23-04   | Santurce - Manatí   | 2-3 | 20-25, 28-26, 25-17, 21-25, 9-15 |
| 23-04   | Corozal - Naranjito | 1-3 | 14-25, 22-25, 25-22, 25-27       |

| Match 4 |                     |     |                                   |
|         |                     |     |                                   |
| 25-04   | Manatí - Santurce   | 1-3 | 25-20, 23-25, 21-25, 16-25        |
| 26-04   | Naranjito - Corozal | 2-3 | 25-19, 25-23, 20-25, 23-25, 10-15 |

| \| Match 5 \| \| \| \| \| \| \| \| \| \| 27-04 \| Santurce - Manatí \| 3-0 \| 28-26, 25-23, 25-16 \| \| 28-04 \| Corozal - Naranjito \| 3-0 \| 25-17, 25-20, 25-21 \| |                     |     |                     |
| Match 5 |                     |     |                     |
| |                     |     |                     |
| 27-04 | Santurce - Manatí   | 3-0 | 28-26, 25-23, 25-16 |
| 28-04 | Corozal - Naranjito | 3-0 | 25-17, 25-20, 25-21 |

#### Final
| Match 1 |                    |     |                            |
|         |                    |     |                            |
| 02-05   | Santurce - Corozal | 3-1 | 25-22, 11-25, 25-19, 25-17 |

| Match 2 |                    |     |                            |
|         |                    |     |                            |
| 05-05   | Corozal - Santurce | 3-1 | 25-23, 25-17, 20-25, 25-17 |

| Match 3 |                    |     |                            |
|         |                    |     |                            |
| 07-05   | Santurce - Corozal | 1-3 | 23-25, 19-25, 25-21, 25-27 |

| Match 4 |                    |     |                     |
|         |                    |     |                     |
| 09-05   | Corozal - Santurce | 3-0 | 25-23, 25-21, 25-14 |

| \| Match 5 \| \| \| \| \| \| \| \| \| \| 11-05 \| Santurce - Corozal \| 1-3 \| 25-20, 14-25, 20-25, 22-25 \| |                    |     |                            |
| Match 5 |                    |     |                            |
| |                    |     |                            |
| 11-05 | Santurce - Corozal | 1-3 | 25-20, 14-25, 20-25, 22-25 |

## Individuella utmärkelser
| Utmärkelse                            | Spelare            | Lag                     |
| ------------------------------------- | ------------------ | ----------------------- |
| Mest värdefulla spelare (grundserien) | Paola Santiago     | Pinkin de Corozal       |
| Mest värdefulla spelare (finalen)     | Victoria Dilfer    | Pinkin de Corozal       |
| Bästa passare                         | Victoria Dilfer    | Pinkin de Corozal       |
| Rising star                           | Keishlyann Sánchez | Valencianas de Juncos   |
| Bästa mottagare                       | Andrea Rangel      | Changas de Naranjito    |
| Bästa nykomling                       | Paola Santiago     | Pinkin de Corozal       |
| Bästa libero                          | Valeria León       | Leonas de Ponce         |
| Bästa tränare                         | Ángel Pérez        | Pinkin de Corozal       |
| Bästa president                       | Lillibeth Rojas    | Pinkin de Corozal       |
| All-Star Team                         | Natalia Valentín   | Cangrejeras de Santurce |
| All-Star Team                         | Nia Robinson       | Leonas de Ponce         |
| All-Star Team                         | Karla Santos       | Atenienses de Manati    |
| All-Star Team                         | Paola Santiago     | Pinkin de Corozal       |
| All-Star Team                         | Alejandra Argüello | Changas de Naranjito    |
| All-Star Team                         | Neira Ortiz        | Cangrejeras de Santurce |
| All-Star Team                         | Valeria León       | Leonas de Ponce         |